# Albert Rosellini
Albert Dean Rosellini (Tacoma, 21 gennaio 1910 – Seattle, 10 ottobre 2011) è stato un politico statunitense, di origine italiana.

## Biografia
Nato in una famiglia di immigrati italiani e si laureò in legge presso l'Università di Washington. A 29 anni venne eletto senatore dello Stato di Washington. Divenne poi governatore dello stesso Stato per due mandati dal 1957 al 1965, e fu il primo governatore cattolico italo-americano, eletto ad ovest del fiume Mississippi. Durante la sua quarantennale carriera politica, Rosellini fu un leader attivista che lavorò alla riforma delle prigioni di Stato e alle strutture per la salute mentale, occupandosi inoltre dell'espansione del sistema autostradale. Creò la Scuola di medicina e odontoiatria presso la University of Washington e fece costruire il secondo ponte attraverso il lago Washington. Il 18 marzo 2011, Rosellini divenne il governatore statunitense più longevo avendo raggiunto l'età di 101 anni e 56 giorni. Questo record apparteneva a Jimmie Davis della Louisiana, che era morto nel 2000 all'età di 101 anni e  55 giorni.